# Bodo (компанія)

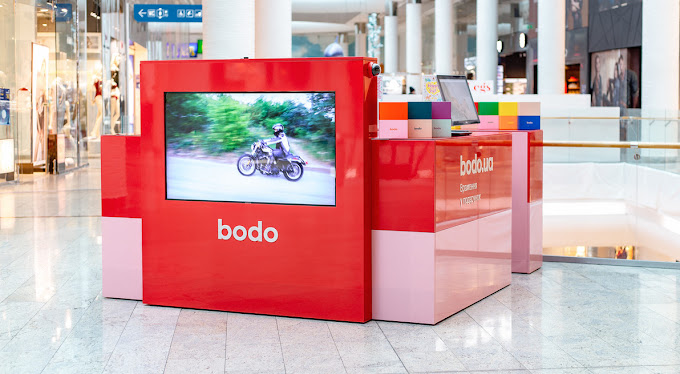
Магазин bodo в ТРЦ «Ocean Plaza»

bodo — український сервіс із продажу подарунків-вражень. Компанія була заснована у 2009 році та працює в містах України та Туреччини. Головний офіс знаходиться в Києві.

## Історія
За словами головного директора і засновника групи «bodo» Віталія Дрозда, до цього він працював в компанії, яка займалася продажем вражень на посаді регіонального директора в Україні. Він мав ідеї щодо розвитку бізнесу, які не знаходили відгук у керівництва, але привели до створення нового сервісу.
23 листопада 2009 року відбувся перший продаж враження як подарунку. У той час компанія співпрацювала тільки з київськими постачальниками послуг.
У 2010 році було запущено продажі в Дніпрі, Одеса та Львові; в 2013 році в Харкові; в 2023 році додано Івано-Франківськ та Хмельницький; в 2024 — Вінницю.
Впродовж перших чотирьох років продажі подарунків-вражень відбувалися тільки через інтернет-магазин. Перший офлайн-острівець з'явився в торговельному центрі SkyMall в Києві у листопаді в 2013 році. Станом на 2024 рік компанія відкрила 12 магазинів-острівців.
Станом на 2024 рік на сайті представлено понад 2000 вражень.

## Підрозділи компанії
До групи компаній bodo входять:
- bodo.ua — сервіс з продажу вражень (Україна). Заснований в 2009 році. Головний офіс в місті Київ;
- Сервіс авторських пригодницьких експедицій bodotravel (Київ) — український туристичний оператор, який спеціалізується на організації експедицій.[13]Компанія заснована у 2015 році, штаб-квартира знаходиться в місті Києві.[14] Станом на 2024 рік кількість співробітників складає 20 людей.[15] Компанія офіційно зареєстрована в Україні та має ліцензію туроператора (Наказ Мінекономрозвитку від 25.11.2015 № 1535).[16] Директор — Віталій Дрозд;[17]

- B2b-продукт bodocard (Київ) — український інтернет-магазин мультибрендових сертифікатів, що спеціалізується на корпоративних подарунках. Компанія заснована у 2012 році.[18]Перший договір на співпрацю підписаний з bodo.[19].У 2023 році bodocard зробили можливість оформлювати покупку через сайт, що дозволило розширити цільову аудиторію та зорієнтуватися також на B2С-сегмент. До цього замовлення можна було зробити тільки напряму телефоном та оформити тільки корпоративні подарунки. Директор — Дмитро Давидюк;.[20]

- bodo.com — міжнародний сервіс з продажу подарункових сертифікатів на враження. У 2021 році запрацював у Туреччині. Станом на 2024 рік послуги надаються у 9 містах Туреччини. Регіональний менеджер — Emre Yasak;.[21]

## Нагороди
- Ліга найкращих за економічним рейтингом Української народної премії 2017 року.[22]
- Ukrainian E-Commerce Awards 2018 у номінації «Вибір споживачів» 2018 року категорії «Квитки (транспорт, подорожі, розважальні та інші заходи), купони на отримання послуг»[23]

## Логотипи

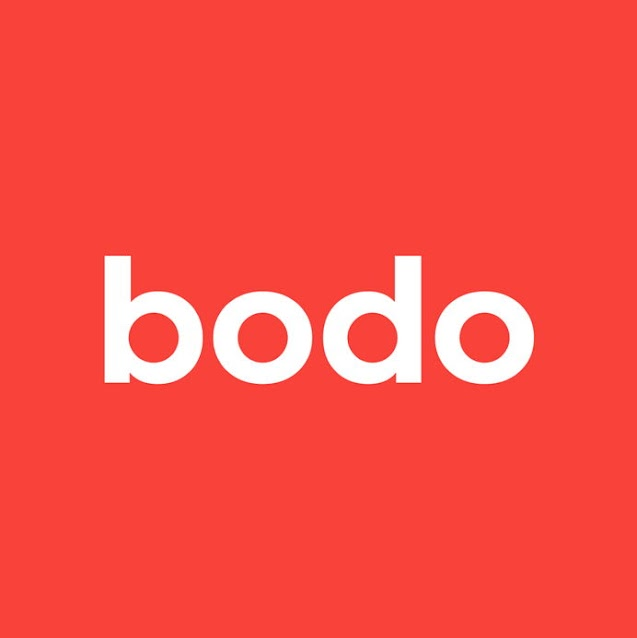
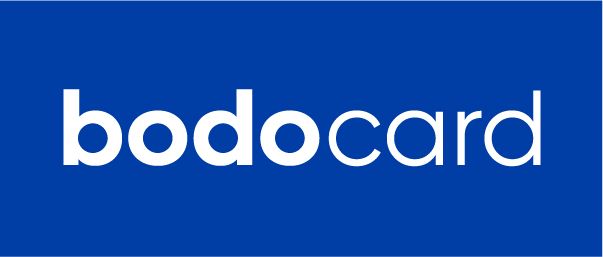
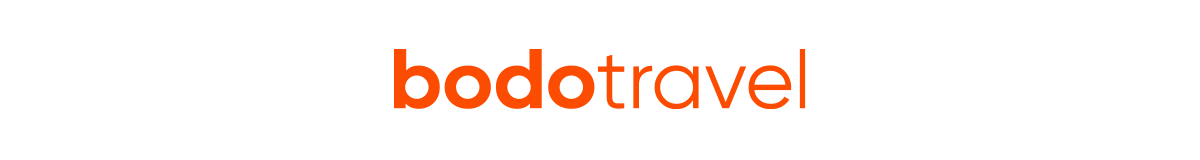